# 향교동
향교동(鄕校洞)은 대한민국 전북특별자치도 남원시의 동이다. 넓이는 18.48km2이고, 인구는 2009년 기준으로 4,002세대, 9,399명이다. 북쪽 사매면 방향은 임실 및 서울로 가는 길목이다.
향교동은 교룡산성, 만인의 총, 향교, 사직단 등 전통문화유적이 곳곳에 산재되어 있고, 교룡초, 왕치초, 남원중/고, 한국폴리텍V대학 연수원과 서남대학교가 소재되어 있는 교육문화의 본고장이며, 아파트와 신흥개발지역, 농공단지 등이 있는 도농복합형 지역 사회이다.

## 법정동
- 향교동(鄕校洞)
- 용정동(龍井洞)
- 광치동(廣峙洞)
- 내척동(內尺洞)
- 산곡동(山谷洞)

## 교육
- 교룡초등학교
- 왕치초등학교
- 남원중학교
- 남원고등학교
- 서남대학교(폐교)